# Španska vojna za neodvisnost
Španska vojna za neodvisnost je konflikt, ki se je razvil med letoma 1808 in 1814 v času Napoleonskih vojn. Španija, Velika Britanija ter Portugalska so združile moči in se spopadle s Francozi, ki so želeli na španski prestol postaviti Napoleonovega brata.
Konflikt se razvil, medtem ko je bila država Borbonov v veliki politični, ekonomski in socialni krizi. Stari režim je propadal, vse pa je poslabšala še politična in moralna kriza na dvoru Karla IV Španskega in njegovega predsednika vlade Mariana Godoya. Dogajale so se pomembne družbene in politične spremembe, ki so temeljile na španski narodni zavednosti in idejah razsvetljenstva ter francoske revolucije. 
Oktobra 1807 sta Španija in Francija v Fontainebleauju podpisali dogovor, ki je dovoljeval prisotnost francoskih čet na španskem ozemlju. Francozi so želeli prodreti do Portugalske, da bi jo prisilili, da zapre svoja pristanišča in tako onemogoči trgovanje z Anglijo, francosko sovražnico. Takrat so Napoleonove čete zavzele tudi strateško pomembna mesta v Španiji, kar je kasneje pripomoglo k Napoleonovem prevzemu oblasti.
Nezadovoljstvo španskega ljudstva se je zaradi prisotnosti tuje vojske na lastnem ozemlju stopnjevalo. Marca 1808 se je v pričel upor v Aranjuezu, katerega so vodili plemiči, ki so podpirali kraljevega sina Ferdinanda.  Zaradi državnega udara se je kralj Karel IV Španski odpovedal prestolu, Godoy pa položaju predsednika vlade. Sin kralja Karla IV je postal španski kralj, Ferdinand VII. Ko je ta želel vstopiti v Madrid, je bilo mesto že zasedeno s strani francoskih čet pod vodstvom generala Joaquina Murata. Kasneje je Napoleon zahteval prihod očeta in sina v mesto Bayona v Franciji. Tam so podpisali dokument, s katerim sta se Karel IV in Ferdinand VII odpovedala prestolu v korist Napoleonovemu bratu Jožefu Bonaparteju, ki je postal španski kralj Jožef I Bonaparte.
2. maja 1808 sta splošno nezadovoljstvo ljudstva in novica o odhodu španske kraljeve družine iz Madrida povzročila nemire, ki so se kmalu sprevrnili v vstajo celotnega mesta in kasneje tudi celotne države. Začela se je španska vojna za neodvisnost in tako tudi patriotski boj proti Francozom. Kmalu se je zgodil prvi poraz francoske vojske. Porazi so bili vzrok za to, da je poleti 1808 Jožef I zapustil Madrid. Takrat je moč za kratek čas pristala v rokah vrhovne centralne skupščine, ki je začela oblikovati osnove nove, bolj liberalne države in kasneje tudi sestavila novo konstitucijo.
Novembra 1808 se je Napoleon odločil, da bo preprečil ponovne vstaje. Prevzel je nadzor nad 250500 francoskimi vojaki in zavzel velik del španskega ozemlja z izjemo perifernih in gorskih območij, kjer se je oblikovala gverila, ki so jo oblikovale skupine oboroženih domačinov, ki so izkoristili svoje poznavanje terena ter pomoč prebivalstva. Bila je ključnega pomena, saj je povzročila destabilizacijo francoske vojske.
Vojna je potekala brez večjih sprememb do leta 1812. Takrat je britanska vojska pod vodstvom generala Arthurja Wellesleya, ki so ga imenovali tudi grof Wellingtonski, osvojila Salamanko in Extremaduro. Britanska vojska je s podporo gverile ter španske in portugalske vojske pregnala francosko vojsko. Ključen dogodek je bil poraz francoske armade v Rusiji, ki je povzročil umik francoskih čet iz Španije. Posledično je dvor marca 1813 dokončno zapustil Jožef I. 
11. decembra 1813 so v Valencayu podpisali sporazum, s katerim se je končala španska vojna za neodvisnost. Marca 1814 se je v Madrid vrnila španska kraljeva družina, Ferdinand VII pa je ponovno pridobil pravico do prestola in vzpostavil stari režim.